# Trillium angustipetalum
Trillium angustipetalum är en nysrotsväxtart som först beskrevs av John Torrey, och fick sitt nu gällande namn av J.D.Freeman. Trillium angustipetalum ingår i släktet treblad, och familjen nysrotsväxter. Inga underarter finns listade.